# Aberdeen Reservoir
Aberdeen Reservoir (kinesiska: 香港仔水塘) är en reservoar i Hongkong (Kina). Den ligger i den centrala delen av Hongkong. Aberdeen Reservoir ligger 93 meter över havet. I omgivningarna runt Aberdeen Reservoir växer i huvudsak städsegrön lövskog.